# Leština (Olomouc)
Leština (in tedesco Lesche) è un comune della Repubblica Ceca facente parte del distretto di Šumperk, nella regione di Olomouc.